# Aggrotech
Az aggrotech (más néven hellektro az angol pokol és az electro szavak összevonásából, vagy terror ebm) az 1990-es évek közepén az Electronic body music és a sötétebb industrial stílusokból kialakult zenei irányzat. Hatással volt rá a techno dinamikája, a power noise zajos/torz hangzása és a dark wave zene is a depresszív, melankolikus szintetizátor dallamoknál, amik helyenként feltűnnek benne.

## Bemutatása
A dalszövegek militánsak, pesszimisták, sötétek, lázadóak, melyek gyakran forognak háborúk, embertelen dolgok, sötét jövőképek körül. Fellelhetőek benne disztópikus sci-fi és cyberpunk témák is, hasonlóan, mint a stílus ősének tekinthető electro-industrial-ban. Az aggrotech név az "aggro" (agresszió - lázadás (punk)) és a "tech" (fejlett technológia (cyber)) szavak egyesítésével lényegében ugyanazt a "high tech, low life" kontrasztot fejezi ki, mint a cyberpunk irodalmi műfaj nevének jelentése. 
Az aggrotech zenékben az érdes/torzított, kopogós ütemek, feszes, monoton tempók dominálnak leggyakrabban hagyományos 4/4 ritmusban, ugyanakkor a dark electro és electro-industrial hatású dalok esetében előfordulnak összetettebb, törtebb ritmusok is. Általában harsány, fenyegető hangulatú, gyakran dallamosabb, időnként atmoszferikusabb szintetizátor játékkal kombinálva. Az énekek/vokálok általában Fry-Scream hörgésekben, üvöltésekben vagy ezek torzított/effektezett formájában tűnnek fel (egyes előadók vokális témái kifejezetten az extrém Black Metalra hajaznak).
Az aggrotech – hasonlóan az EBM és az electro-industrial stílusokhoz – kifejezetten koncertre termett zene, amely élő előadás során fejti ki igazán az energiáját. Azok, akik ellátogatnak egy-egy aggrotech zenekar fellépésére, dinamikus, intenzív és vizuálisan is erőteljes performansz részesei lehetnek. Az élő show-k gyakran sötét, cyberpunk vagy poszt-apokaliptikus esztétikát ötvöznek harsány fénytechnikával, disztópikus vizuálokkal és erőteljes színpadi jelenléttel.
Hangzásvilág tekintetében nagyon változatos, sokszínű műfajról van szó, tekintve, hogy a hangzás alapjául szolgáló sötét Indusztriális elektronikán felül előadónként változhat, hogy ki milyen irányba viszi el a hangzásvilágot a maga kisérletező módján. Gyakran elemeket vesznek át Extrém Metal műfajokból is, főként agresszív ének/vokál technikákat, esetenként gitárok használatát is. A Goth/Darkwave zenék melankólikusabb hangulatvilága is megjelenhet a stílus sötétebb és agresszívebb mivoltjához idomított formában, vagy akár divatosabb elektronikus zenei irányzatok elemeivel vegyítve létrehozhatnak egy tánc orientáltabb, pörgősebb dalstruktúrát is. 

## Alműfajok
Az évek során egyre több néven hivatkoztak az industrial műfaj ezen alstílusára, amit tekinthetünk egyfajta próbálkozásnak arra, hogy leírják a különböző zenészek hangzásvilágbéli különbségeit, ami nem éppen egyszerű feladat egy ezen szempontból ennyire tágan értelmezhető műfaj esetén. Az alábbi elnevezések megpróbálják kiemelni a stílus alapjaihoz mért legfőbb hangzásbéli különbségeket:
- Aggrotech: A legelterjedtebb megnevezése a stílusnak, amit a műfaj közössége általában a magasabb BPM számú, olyan táncolhatóbb ritmusképletekkel operáló dalokra alkalmaz, melyek a zenei alapot tekintve közelebb állnak a Techno-Industrial féle hangzásvilághoz, mint az EBM-hez, viszont jóval melodikusabbak annál. A főbb dallamok általában supersaw jellegű szintetizátor hangzásvilágra épülnek, gyakori az arpeggio és trance gate jellegű dallamvezetési technikák használata is. Nevéhez hűen cél a minél agresszívebb hangulat megteremtése.

- Terror EBM: A hagyományos aggrotech zenével szemben a ritmusképletek ebben az esetben közelebb állnak az oldschool EBM zenékben hallhatóhoz, de jóval erőteljesebb, torzabb, agresszívebb és egyben modernebb hangzásvilággal tálalva azt. Fenyegetőbb, vészjóslóbb, apokaliptikus hangulat jellemzi, gyakran elemeket átvéve a korai dark electro-ból is, melynek ez mondhatni közvetlen leszármazottja.

- Harsh EBM: Minden igaz rá, ami a Terror EBM-re, csak hol így, hol úgy hivatkoznak rá.

- Dark Electro: Ezzel ma már nem csak a dark electro 90-es években kialakult autentikus formájára gondolnak, hanem mindkét aktuálisabb Aggrotech/Terror EBM ihletésű újraértelmezésére, melyek közül az egyik megőrzi a korai hangzásvilág gótikus, olykor horrorisztikus sötétségét, általában lassabb tempóját, atmoszférikusságát és itatja át azt modernebb zenei hatásokkal, míg a közelmúltban kialakult másik véglet "newschool dark electro" egy gyakran elektronikus tánczenei elemekkel vegyített "klub barát" hangzásvilágot eredményez, ami legfeljebb vokálisan, dalszövegi témák tekintetében emlékeztet a stílus sötétebb gyökereire. Természetesen itt sincs kőbe vésve semmi, lehet átmenet a hangzásvilágok között.

- Hellektro:  Ez a megjelölés a dalok témái mögött húzódó koncepcióra hivatkozik. A leginkább mizantróp szerzemények sorolhatóak ebbe a kategóriába, melyek hangzásvilág tekintetében is egyfajta pokoli légkört teremtenek, amit tovább nyomatékosít a gyakran embertelen szintűre torzított agresszív énekhang / vokál, melyből olyan szintű gonoszság sugárzik, mintha tényleg egy démoni teremtmény emberiség iránti gyűlöletét hallanánk. (Sok hasonlóság van a sátánista Black Metal művészek témáival, gyakran megjelennek keresztény ellenes vagy emberiség ellenes/mizantróp témák is.)

- TBM (Techno Body Music): Gyakran tévesen ezen stílushoz kapcsolják, pedig a TBM valójában egy oldschool EBM elemekkel vegyített ipari techno zene, ami legtöbbször teljesen instrumentális, a vokál általában aggrotech vagy dark electro-industrial-al vegyített ritka formáiban fordul elő. A korai Combichrist volt az első formáció, akik agresszív vokált alkalmaztak ezen stílusban írt dalaik alatt is.

A műfaji besorolás ma már inkább egyfajta gyűjtőnévként funkcionál, mivel a hangzásvilágbéli különbségek nincsenek annyira precíz módon kategóriákra bontva, mint például a Metal zenei műfaj alstílusai esetében. Gyakori a művészek kisérletezése arra törekvően is, hogy valami egyedit alkossanak az alapul vett hangzásvilágra építkezve.
Bizonyos zenekarok egyre gyakrabban vegyítik a stílust az ettől egyébként sem túl távol álló indusztriális metallal (például az újabb Combichrist albumok), hogy még nagyobb közönség felé nyitva létrehozzák az ipari zene mindent átfogó, kötetlenebb ágazatát.
A stílus a 2000-es évek elején vesztett népszerűségéből, ám az utóbbi időben ismét kezd megjelenni a goth/industrial klubokban.

## Zenekarok
Nívósabb képviselői közt említhetőek: Agonoize, Amduscia, Combichrist (a korai lemezeik, ma már az industrial metal elemek dominálnak a zenéik többségében), Funker Vogt, God Module, Grendel, Hocico, Retractor, Run Level Zero, Suicide Commando, Kombat Unit, The Retrosic, Aslan Faction, TamTrum, Virtual Embrace, Psyclon Nine (a korai lemezeik, ma már indusztriális black metal, dark metal, kisérleti industrial és dark ambient által ihletett atmoszferikus elemekre épül a zenéjük), :Wumpscut:, Die Sektor, Aesthetic Perfection, Dawn of Ashes (a korai lemezeik, ma már indusztriális black metal és goth elemekkel vegyítik a stílust, talán a blackened industrial a legjobb jelző a jelenlegi hangzásvilágukra), Life Cried (a korai lemezeik, ma már goth rock és dark metal elemekkel vegyíti a stílust.)
Hazai zenekarok: Servo.Hatred, Infra Black, Cyber [S]ain't, V.e.N., 3.N.D.
Jellemző kiadók a stílusban: a német illetőségű Noitekk, az Alfa-Matrix vagy a magyar Advoxya Records.